# Anne Zagré
Anne Zagré (* 13. März 1990 in Uccle/Ukkel) ist eine belgische Sprinterin und Hürdenläuferin mit burkinischen Wurzeln, die sich auf die 100-Meter-Distanz spezialisiert hat.

## Sportliche Laufbahn
Erste internationale Erfahrungen sammelte Anne Zagré im Jahr 2007, als sie bei den Jugendweltmeisterschaften in Ostrava im 100-Meter-Hürdenlauf in 13,58 s die Bronzemedaille gewann und im 100-Meter-Lauf mit 12,01 s im Halbfinale ausschied. Anschließend belegte sie beim Europäischen Olympischen Jugendfestival (EYOF) in Belgrad in 24,40 s den fünften Platz über 200 Meter. Im Jahr darauf schied sie bei den Juniorenweltmeisterschaften in Bydgoszcz mit 11,98 s in der ersten Runde über 100 Meter aus und belegte im Hürdensprint in 13,55 s den fünften Platz. 2009 siegte sie dann bei den Junioreneuropameisterschaften in Novi Sad in 13,21 s über 100 m Hürden. Ende August schied sie bei den Weltmeisterschaften in Berlin mit der belgischen 4-mal-100-Meter-Staffel mit 43,99 s im Vorlauf aus und daraufhin gewann sie bei den Spielen der Frankophonie in Beirut in 13,37 s die Bronzemedaille hinter ihrer Landsfrau Elisabeth Davin und Gnima Faye aus dem Senegal. 2010 startete sie erstmals bei den Europameisterschaften in Barcelona und schied dort mit 13,31 s in der ersten Runde aus. Im Jahr darauf gelangte sie bei den U23-Europameisterschaften in Ostrava bis in das Finale, konnte dort aber ihren Lauf nicht beenden. Anschließend scheiterte sie bei den Weltmeisterschaften in Daegu mit 13,47 s in der Vorrunde. 2012 belegte sie bei den Europameisterschaften in Helsinki in 13,02 s im Finale den vierten Platz und verpasste mit der belgischen Staffel mit 43,81 s den Finaleinzug. Anschließend nahm sie an den Olympischen Spielen in London teil und erreichte dort das Halbfinale, in dem sie mit 12,94 s ausschied.
2013 wurde sie bei den Weltmeisterschaften in Moskau im Halbfinale disqualifiziert und anschließend siegte sie bei den Spielen der Frankophonie in Nizza in 13,41 s im Hürdenspring sowie in 44,70 s auch mit der belgischen Staffel. Im darauffolgenden Jahr wurde sie bei den Europameisterschaften in Zürich in 12,89 s Vierte und 2015 schied sie bei den Halleneuropameisterschaften in Prag mit 8,15 s in der ersten Runde über 60 m Hürden aus.  Weltmeisterschaften 2015 wurde sie Dritte im Halbfinale und konnte sich damit für das Finale nicht qualifizieren. Mitte Juli verbesserte sie in Heusden-Zolder den belgischen Landesrekord auf 12,71 s und verbesserte damit ihre eigene Bestmarke aus dem Jahr 2012 um acht Hundertstelsekunden. Damit qualifizierte sie sich erneut für die Weltmeisterschaften in Peking, bei denen sie mit 12,88 s im Halbfinale ausschied. Im Jahr darauf erreichte sie bei den Europameisterschaften in Amsterdam mit 12,97 s Rang fünf und nahm anschließend erneut an den Olympischen Spielen in Rio de Janeiro teil, bei denen sie im Halbfinale disqualifiziert wurde.
2017 wurde sie bei den Halleneuropameisterschaften in Belgrad in der Vorrunde disqualifiziert und im August schied sie bei den Weltmeisterschaften in London mit 13,34 s im Halbfinale aus. Auch bei den Leichtathletik-Weltmeisterschaften 2019 in Doha erreichte sie das Halbfinale, wurde dort aber ein weiteres Mal wegen der Behinderung einer Athletin disqualifiziert. 2020 siegte sie bei der Nacht van de Atletiek in 13,33 s und im Jahr darauf schied sie bei den Halleneuropameisterschaften in Toruń mit 8,08 s über 60 m Hürden im Halbfinale aus. Ende Juni siegte sie in 13,13 s beim Meeting International de la Province de Liège und qualifizierte sich über die Weltrangliste für die Olympischen Sommerspiele in Tokio, bei denen sie mit Saisonbestleistung von 12,78 s im Halbfinale ausschied. 2022 erreichte sie bei den Hallenweltmeisterschaften in Belgrad das Halbfinale über 60 m Hürden und schied dort mit 8,08 s aus. Im Juni siegte sie in 13,09 s beim Meeting International d’Athlétisme de la Province de Liège und anschließend schied sie bei den Weltmeisterschaften in Eugene in der ersten Runde aus und daraufhin schied sie bei den Europameisterschaften in München mit 13,12 s im Semifinale aus. Im Jahr darauf schied sie bei den Halleneuropameisterschaften in Istanbul mit 8,08 s im Halbfinale über 60 m Hürden aus. 2024 kam sie bei den Europameisterschaften in Rom mit 13,70 s nicht über den Vorlauf hinaus.
In den Jahren 2012 und 2013, von 2015 bis 2017 sowie von 2019 bis 2022 wurde Zagré belgische Meisterin im 100-Meter-Hürdenlauf sowie 2012, 2013 und 2015 auch über 100 Meter. Zudem wurde sie 2021 und 2022 Hallenmeisterin über 60 m Hürden.

## Persönliche Bestleistungen
- 100 Meter: 11,42 s (+0,2 m/s), 17. Juni 2012 in Brüssel
  - 60 Meter (Halle): 7,43 s, 13. Februar 2011 in Gent
- 200 Meter: 23,56 s (−0,2 m/s), 27. Mai 2017 in Oordegem
- 100 m Hürden: 12,71 s (+1,4 m/s), 18. Juli 2015 in Heusden-Zolder (belgischer Rekord)
  - 60 m Hürden (Halle): 7,98 s, 12. Februar 2017 in Metz